# 吉澤智恵
吉澤 智恵（よしざわ ちえ、1983年7月9日 - ）は、日本の元女子バレーボール選手。

## 来歴
東京都荒川区出身。ママさんバレーの選手だった母親の影響で、小学校4年生より地域スポーツクラブの東金町ビーバーズでバレーボールを始める。共栄学園高校では1年からエースとして活躍し、2000年春高バレーでベスト4の成績を収めた。同年アジアジュニア選手権では準優勝を経験。
2002年に全日本代表に初選出され、日米対抗に出場。同年武富士バンブーに入団。173cmと小柄ながら身体能力の高さを生かした強烈なスパイクと守備力を武器に活躍。第9回（2002-03）、第10回（2003-04）Vリーグではリベロとして出場、第11回（2004-05）Vリーグはリーグ最低身長のエースとして全試合全セットに出場。
2005年、3年ぶりに全日本代表に選出される。同年ワールドグランプリ初戦のポーランド戦で、スタメン出場し10得点を挙げる活躍をした。同年11月のグラチャンに出場した。
2009年5月、武富士バンブーが廃部。同年8月、スペイン１部リーグのテネリフェ・マリシャルに移籍。
2010年に5年ぶりに全日本へ復帰し、同年のモントルーバレーマスターズ、ワールドグランプリなどに出場した。同年8月、JTマーヴェラスに移籍。
2011年、2010-11Vプレミアリーグと第60回黒鷲旗大会で初優勝した。2012/13年シーズンで出場試合が230試合なり、Vリーグ栄誉賞の資格を得た。
2013年4月22日、マーヴェラスや日本代表チームでも同僚であった大友愛と共に2012-2013シーズン限りで現役を引退することがチームより発表された。
2015年4月からは嘉悦大学バレーボール部コーチを務めた。

## 人物・エピソード
キャッチコピー
- 若きフライングアーティスト （2005年ワールドグランプリ）
- スナイパーチエ （2005年ワールドグランドチャンピオンズカップ）

## 球歴
- 全日本代表
  - 2002年、2005年、2010年

## 所属チーム
- 尾久宮前小（東金町ビーバーズ）
- 共栄学園中学校
- 共栄学園高等学校
- 武富士バンブー（2002-2009年）
- テネリフェ・マリシャル（2009-2010年）
- JTマーヴェラス（2010-2013年）